# Lenny Wolf
Lenny Wolf (Hamburgo, 11 de marzo de 1962) es el vocalista de la banda Kingdom Come.  Participó como voz en la canción "Eyes of Time" en el disco The Final Experiment, que fue el debut del proyecto de Arjen Anthony Lucassen, Ayreon.  Además fue el vocalista de la banda Stone Fury.